# Warazewitschy
Warazewitschy (belarussisch Варацэвічы; russisch Вороцевичи) ist ein Dorf in Selsawet Snitawa, Rajon Iwanawa, Breszkaja Woblasz, Belarus.
Warazewitschy war der Geburtsort des belarussischen und polnischen Malers, Pianisten und Komponisten Napoleon Orda (1807–1883). 2007 wurde das Orda-Museum mit fünf Ausstellungsräumen eröffnet, bis 2010 sollen zwei weitere Abteilungen des Museumskomplexes entstehen.